# سینا هرمان
سینا هرمان (انگلیسی: Sina Herrmann؛ زادهٔ 24 اکتبر 2001) یک تنیس‌باز اهل آلمان است. او دارای رنکینگ انفرادی WTA با رتبه 424 جهان است که در سپتامبر 2022 به دست آورد و بهترین رنکینگ دونفره با شماره 666 در نوامبر 2022 به دست آورد.